# Olympische Sommerspiele 1996/Teilnehmer (Mauritius)
| Gelbes Symbol für Goldmedaillen mit stilisierten Olympischen Ringen | Graues Symbol für Silbermedaillen mit stilisierten Olympischen Ringen | Braundes Symbol für Bronzemedaillen mit stilisierten Olympischen Ringen |
| ------------------------------------------------------------------- | --------------------------------------------------------------------- | ----------------------------------------------------------------------- |
| —                                                                   | —                                                                     | —                                                                       |

Mauritius nahm bei den Olympischen Sommerspielen 1996 zum vierten Mal an Olympischen Sommerspielen teil. Die Mannschaft bestand aus 26 Sportlern, von denen 21 Männer und fünf Frauen waren. Sie traten in 23 Wettbewerben in sechs Sportarten an. Der jüngste Teilnehmer war der Leichtathlet Arnaud Casquette mit 18 Jahren und 109 Tagen, der älteste war Ajay Chuttoo mit 30 Jahren und 265 Tagen, der ebenfalls in der Leichtathletik startete. Während der Eröffnungsfeier am 19. Juli 1996 trug Khemraj Naïko die Fahne von Mauritius in das Olympiastadion.

## Teilnehmer
| Name                      | Alter | Geschlecht | Sportart       | Resultat(e)                                                                                           |
| ------------------------- | ----- | ---------- | -------------- | --- |
| Stephan Beeharry          | 21    | männlich   | Badminton      | Platz 33 im Einzel; Platz 17 im Doppel; Platz 17 im Mixed                                             |
| Arnaud Casquette          | 18    | männlich   | Leichtathletik | Platz 7 im ersten Vorlauf mit der 100-Meter-Staffel                                                   |
| Priscilla Cherry          | 24    | weiblich   | Judo           | Platz 14 im Mittelgewicht                                                                             |
| Ajay Chuttoo              | 30    | männlich   | Leichtathletik | Platz 103 im Marathon                                                                                 |
| Édouard Clarisse          | 24    | männlich   | Badminton      | Platz 33 im Einzel; Platz 17 im Doppel; Platz 17 im Mixed                                             |
| Martine de Souza          | 22    | weiblich   | Badminton      | Platz 33 im Einzel; Platz 17 im Doppel, Platz 17 im Mixed                                             |
| Bernard Desmarais         | 25    | männlich   | Schwimmen      | Platz 43 über 100 Meter Brust                                                                         |
| Antonio Felicité          | 21    | männlich   | Judo           | Platz 9 im Halbschwergewicht                                                                          |
| Kersley Gardenne          | 24    | männlich   | Leichtathletik | Stabhochsprung-Qualifikation                                                                          |
| Gilbert Hashan            | 26    | männlich   | Leichtathletik | Platz 7 im ersten Vorlauf über 400 Meter Hürden; Platz 4 im vierten Vorlauf mit der 400-Meter-Staffel |
| Marie-Josephe Jean-Pierre | 21    | weiblich   | Badminton      | Platz 33 im Einzel; Platz 17 im Doppel, Platz 17 im Mixed                                             |
| Barnabé Jolicoeur         | 29    | männlich   | Leichtathletik | Platz 6 im zweiten Vorlauf über 100 Meter; Platz 7 im ersten Vorlauf mit der 100-Meter-Staffel        |
| Josian Lebon              | 22    | männlich   | Boxen          | Platz 9 im Federgewicht                                                                               |
| Judex Lefou               | 30    | männlich   | Leichtathletik | Platz 8 im ersten Vorlauf über 110 Meter Hürden                                                       |
| Ingrid Louis              | 18    | weiblich   | Schwimmen      | Platz 53 über 50 Meter Freistil                                                                       |
| Dominique Méyépa          | 23    | männlich   | Leichtathletik | Platz 7 im ersten Vorlauf mit der 100-Meter-Staffel                                                   |
| Éric Milazar              | 21    | männlich   | Leichtathletik | Platz 4 im vierten Vorlauf mit der 400-Meter-Staffel                                                  |
| Khemraj Naïko             | 23    | männlich   | Leichtathletik | Platz 24 in der Weitsprung-Qualifikation                                                              |
| Steve Naraina             | 29    | männlich   | Boxen          | Platz 17 im Bantamgewicht                                                                             |
| Désiré Pierre-Louis       | 23    | männlich   | Leichtathletik | Platz 4 im vierten Vorlauf mit der 400-Meter-Staffel                                                  |
| Bruno Potanah             | 29    | männlich   | Leichtathletik | Platz 7 im ersten Vorlauf mit der 100-Meter-Staffel                                                   |
| Shirish Rummun            | 29    | männlich   | Gewichtheben   | Platz 18 im Schwergewicht II                                                                          |
| Gino Soupprayen Padiatty  | 23    | männlich   | Gewichtheben   | Platz 21 im Fliegengewicht                                                                            |
| Marie Michele St. Louis   | 27    | weiblich   | Judo           | Platz 13 im Halbschwergewicht                                                                         |
| Richard Sunee             | 29    | männlich   | Boxen          | Platz 17 im Fliegengewicht                                                                            |
| Rudy Tirvengadum          | 21    | männlich   | Leichtathletik | Platz 4 im vierten Vorlauf mit der 400-Meter-Staffel                                                  |